# میخائیل شاننیکوف
میخائیل شاننیکوف (روسی: Михаил Анатольевич Щенников؛ زادهٔ ۲۴ دسامبر ۱۹۶۷) ورزشکار دو و میدانی اهل اتحاد جماهیر شوروی سوسیالیستی است.